# Magdalena Schmude
Magdalena Schmude (* 23. November 1982 in Mainz) ist eine deutsche Wissenschaftsjournalistin und ehemalige Ruderin, die bis 2006 im Skull antrat und dann zu den Riemenruderern wechselte.

## Karriere
Schmude startet für den Berliner Frauen-Ruder-Club Wannsee. Als Jugendliche war sie im Doppelzweier recht erfolgreich. Später gewann sie mit dem Doppelvierer Medaillen bei den unter 23-Jährigen. 2004 wurde sie in dieser Altersklasse Weltmeisterin im Einer. 2005 startete sie erstmals bei den Weltmeisterschaften in der Erwachsenenklasse und belegte im Doppelzweier den vierten Platz.
Ebenfalls den vierten Platz belegte der deutsche Doppelvierer mit Stephanie Schiller, Jeannine Hennicke, Schmude und Christiane Huth bei den Ruder-Weltmeisterschaften 2006 in Eton. Anfang 2007 wurde dem russischen Siegerteam wegen eines Dopingvergehens von Olga Samulenkowa die Goldmedaille aberkannt, das britische Boot wurde zum Sieger erklärt, die Australierinnen rückten auf den zweiten Platz vor und die Deutschen wurden nachträglich Dritte. Schmude wechselte in der Saison 2007 in den Achter und mit dem Team Frauenachter qualifizierte sie sich auch für die Olympiamannschaft 2008. Als Ersatzfrau kam sie allerdings bei den Olympischen Sommerspielen 2008 nicht zum Einsatz.
Magdalena Schmude studierte Biochemie in Berlin und Journalismus an der Deutschen Journalistenschule in München.
Sie arbeitet als Naturwissenschaftsjournalistin unter anderem für den Deutschlandfunk und den Südwestrundfunk. 2023 erhielt sie den Georg von Holtzbrinck Preis für Wissenschaftsjournalismus.

## Internationale Erfolge
- 1999: 2. Platz im Doppelzweier (Junioren-Weltmeisterschaften)
- 2000: 2. Platz im Doppelzweier (Junioren-Weltmeisterschaften)
- 2001: 2. Platz im Doppelvierer (U23-Weltmeisterschaften)
- 2002: 2. Platz im Doppelvierer (U23-Weltmeisterschaften)
- 2003: 6. Platz im Doppelzweier (U23-Weltmeisterschaften)
- 2004: 1. Platz im Einer (U23-Weltmeisterschaften)
- 2005: 4. Platz im Doppelzweier (Weltmeisterschaften)
- 2006: 3. Platz im Doppelvierer (Weltmeisterschaften)
- 2007: 5. Platz im Achter (Weltmeisterschaften)